# بيت الحسيني- القوابل (بني حشيش)

تعديل مصدري - تعديل

بيت الحسيني هي إحدى قرى عزلة رجام بمديرية بني حشيش التابعة لمحافظة صنعاء، بلغ تعداد سكانها 2558 نسمة حسب تعداد اليمن لعام 2004.